# Linea Takasaki
La Linea Takasaki (高崎線?, Takasaki-sen) è una linea ferroviaria giapponese gestita dalla JR East a scartamento ridotto che collega le stazioni di Takasaki e di Ōmiya. È gestita dalla East Japan Railway Company. Questa ferrovia è un importantissimo asse di comunicazione per la prefettura di Saitama, in quanto connette da est a ovest la maggior parte delle città. 
Tutti i collegamenti della linea (ad esclusione dei treni della linea Shōnan-Shinjuku) continuano fino alla stazione di Ueno, a Tōkyō, attraverso la linea principale Tōhoku. Sono attualmente in corso i lavori della linea Ueno-Tōkyō che permetteranno ai treni di arrivare fino alle stazioni di Shinagawa e Yokohama, proseguendo sulla linea principale Tōkaidō dopo la stazione di Tōkyō.

## Tipi di collegamento

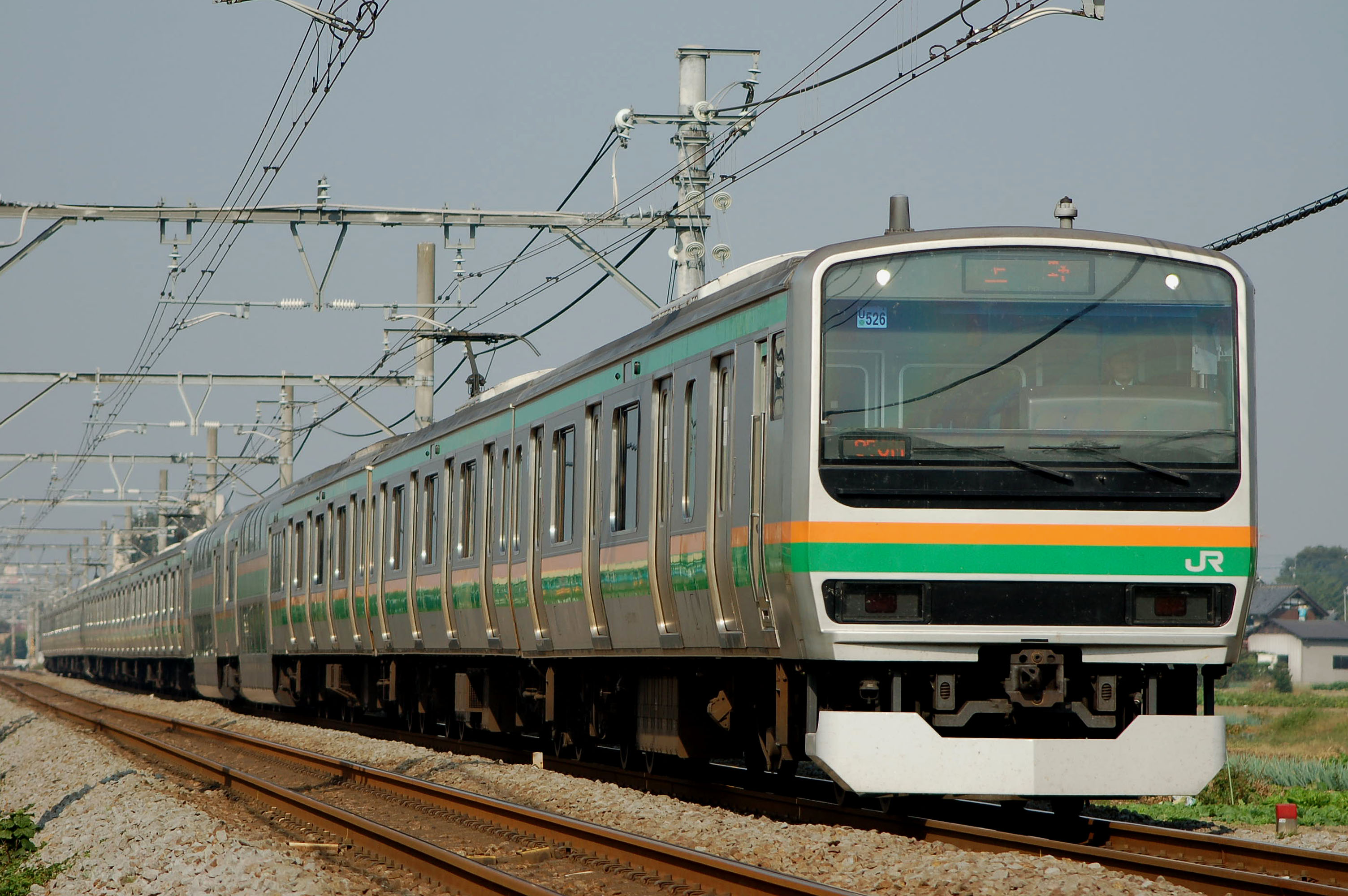
Treno della serie E231

I servizi sulla linea Takasaki sono suddivisi fra quelli che partono dalla stazione di Ueno e quelli che continuano o provengono dalla linea Shōnan-Shinjuku. Fra Ueno e Ōmiya i treni percorrono una tratta condivisa con la linea principale Tōhoku (linea Utsunomiya), che di fatto viene utilizzata anche per i treni della linea Keihin-Tōhoku. Il materiale rotabile è costituito da elettrotreni a 15 carrozze della serie E231 o serie E233 dotati di 4 porte per ogni carrozza e di due vagoni di prima classe. Oltre Kagohara il treno continua con 10 carrozze.

## Espressi limitati
Prima dell'apertura della Jōetsu Shinkansen nel 1982 e della Nagano Shinkansen 15 anni dopo, molti treni espressi diretti a Niigata e Nagano utilizzavano questa linea. Alcuni di questi erano il Toki, l'Asama e lo Hakutaka. Grazie allo Shinkansen oggi la necessità dei treni espressi è diminuita, ma ne rimangono alcuni: 
- Akagi / Swallow Akagi (quattro treni per Ueno e sei per Maebashi al giorno)
- Minakami (tre coppie al giorno fra Ueno e Minakami)
- Kusatsu (tre coppie al giorno fra Ueno e Manza-Kazawaguchi)
- Akebono (treno notturno fra Ueno e Aomori)
- Hokuriku, Noto (treni notturni fra Ueno e Kanazawa)

### Home Liner Kōnosu
Si tratta di quattro treni serali pensati per i pendolari. I treni sono diretti a Kōnosu ed è permessa la salita solamente a Ueno. A tutte le fermate successive i passeggeri possono solamente scendere. Il servizio è espletato da elettrotreni della serie 185 a 7 carrozze e della serie 489 a 9 carrozze.

## Servizio rapido e locale da e per Ueno

### Rapido pendolari
Il servizio rapido per i pendolari è esercitato dai treni delle serie E231 e serie 211 solo nelle sere dei giorni feriali. I treni partono da Ueno fra le 18:30 e le 20:30 con circa un viaggio all'ora. I treni diretti a Takasaki sono costituiti da 10 carrozze, mentre gli ultimi due viaggi sono diretti a Kagohara, ed espletati da treni da 15 carrozze.

### Urbano rapido
I treni urbani rapidi percorrono la tratta fra Ueno e Takasaki saltando alcune stazioni intermedie. Ogni mattina ci sono due viaggi con destinazione Takasaki, sette per Takasaki/Maebashi e cinque per Ueno (al posto dei rapidi per pendolari). I treni sono operati dalle E231 e dalle serie 211.

### Locale
I treni locali hanno una frequenza di circa 5 per ora. Un paio terminano a Kagohara, mentre gli altri hanno come capolinea Takasaki, Shin-Maebashi o Maebashi. Il materiale rotabile è costituito anche qui da E231, 211 con 10 e 15 carrozze.

## Linea Shōnan-Shinjuku
Lungo il percorso della linea Takasaki, i treni rapidi speciali della linea Shōnan-Shinjuku vengono eseguiti una volta all'ora. Non fermano presso le stazioni di Urawa e Saitama-Shintoshin in quanto le piattaforme non sono adatte ai treni. Tuttavia entro il 2012 a Urawa dovrebbe essere predisposta. I treni sono costituiti da10 o 15 carrozze con materiale E231.

### Servizio rapido speciale
Operati uno all'ora in direzione Takasaki, non fermano a Ebisu

### Servizio rapido
Un treno all'ora per Kagohara, con fermata presso tutte le stazioni. Durante l'ora di punta la frequenza aumenta a 2-3 treni all'ora, con estensione a Takasaki, Odawara e Kōzu. A nord di Kagohara tutti i treni viaggiano con 10 carrozze.

## Percorso
- I treni locali, ad eccezione di quelli della linea Shōnan-Shinjuku, fermano in tutte le stazioni tranne Nippori.
- Tutti i treni rapidi e gli Home Liner, nonché i treni della linea Shōnan-Shinjuku fermano alle stazioni indicate con "●"; alcuni fermano in presenza del simbolo "▲", mentre passano oltre quando si trova il simbolo "｜".
- For limited express, express, and seasonal rapid Moonlight Echigo services, please see their respective articles.

| Linea | Stazione | Giapponese | Distanza (km) | Distanza (km) | Distanza (km) | Urbano Rapido | Rapido pendolari | Home Liner Kōnosu | Linea Shōnan- Shinjuku | Linea Shōnan- Shinjuku | Collegamenti | Posizione | Posizione |
| Linea | Stazione | Giapponese | Inter stazione | Totale | Totale | Urbano Rapido | Rapido pendolari | Home Liner Kōnosu | Linea Shōnan- Shinjuku | Linea Shōnan- Shinjuku | Collegamenti | Posizione | Posizione |
| Linea | Stazione | Giapponese | Inter stazione | Da Ueno | Da Ōmiya | Urbano Rapido | Rapido pendolari | Home Liner Kōnosu | Rapido | Rapido speciale | Collegamenti | Posizione | Posizione |
| Prosecuzione sulla linea Shōnan-Shinjuku verso Ikebukuro e Shinjuku e sulla Linea Tōkaidō verso Hiratsuka, Kōzu e Odawara. | Prosecuzione sulla linea Shōnan-Shinjuku verso Ikebukuro e Shinjuku e sulla Linea Tōkaidō verso Hiratsuka, Kōzu e Odawara. | Prosecuzione sulla linea Shōnan-Shinjuku verso Ikebukuro e Shinjuku e sulla Linea Tōkaidō verso Hiratsuka, Kōzu e Odawara. | Prosecuzione sulla linea Shōnan-Shinjuku verso Ikebukuro e Shinjuku e sulla Linea Tōkaidō verso Hiratsuka, Kōzu e Odawara. | Prosecuzione sulla linea Shōnan-Shinjuku verso Ikebukuro e Shinjuku e sulla Linea Tōkaidō verso Hiratsuka, Kōzu e Odawara. | Prosecuzione sulla linea Shōnan-Shinjuku verso Ikebukuro e Shinjuku e sulla Linea Tōkaidō verso Hiratsuka, Kōzu e Odawara. | Prosecuzione sulla linea Shōnan-Shinjuku verso Ikebukuro e Shinjuku e sulla Linea Tōkaidō verso Hiratsuka, Kōzu e Odawara. | Prosecuzione sulla linea Shōnan-Shinjuku verso Ikebukuro e Shinjuku e sulla Linea Tōkaidō verso Hiratsuka, Kōzu e Odawara. | Prosecuzione sulla linea Shōnan-Shinjuku verso Ikebukuro e Shinjuku e sulla Linea Tōkaidō verso Hiratsuka, Kōzu e Odawara. | Prosecuzione sulla linea Shōnan-Shinjuku verso Ikebukuro e Shinjuku e sulla Linea Tōkaidō verso Hiratsuka, Kōzu e Odawara. | Prosecuzione sulla linea Shōnan-Shinjuku verso Ikebukuro e Shinjuku e sulla Linea Tōkaidō verso Hiratsuka, Kōzu e Odawara.                        | Prosecuzione sulla linea Shōnan-Shinjuku verso Ikebukuro e Shinjuku e sulla Linea Tōkaidō verso Hiratsuka, Kōzu e Odawara. | Prosecuzione sulla linea Shōnan-Shinjuku verso Ikebukuro e Shinjuku e sulla Linea Tōkaidō verso Hiratsuka, Kōzu e Odawara. | Prosecuzione sulla linea Shōnan-Shinjuku verso Ikebukuro e Shinjuku e sulla Linea Tōkaidō verso Hiratsuka, Kōzu e Odawara. |
| --- | --- | --- | --- | --- | --- | --- | --- | --- | --- | --- | --- | --- | --- |
| Linea principale Tōhoku | Ueno | 上野 | - | 0.0 | 26.9 | ● | ● | ● | ∥ | ∥ | ■ Linea Jōban ■ Linea Keihin-Tōhoku ■ Linea Takasaki ■ Linea principale Tōhoku ■ Linea Yamanote ■ Tōhoku Shinkansen ■ Nagano Shinkansen ■ Jōetsu Shinkansen ■ Yamagata Shinkansen ■ Akita Shinkansen Linea Ginza Linea Hibiya                                | Taitō | Tokyo |
| Linea principale Tōhoku | Oku | 尾久 | 2.6 | 4.8 | 22.1 | ｜ | ● | ｜ | ∥ | ∥ | | Kita | Tokyo |
| Linea principale Tōhoku | Akabane | 赤羽 | 5.0 | 9.8 | 17.1 | ● | ● | ｜ | ■ | ■ | ■ Linea Shōnan-Shinjuku ■ Linea Keihin-Tōhoku ■ Linea Saikyō | Kita | Tokyo |
| Linea principale Tōhoku | Urawa | 浦和 | 11.0 | 20.8 | 6.1 | ● | ● | ● | ｜ | ｜ | ■ Linea Keihin-Tōhoku | Urawa-ku (Saitama) | Prefettura di Saitama |
| Linea principale Tōhoku | Saitama-Shintoshin | さいたま新都心 | 4.5 | 25.3 | 1.6 | ｜ | ｜ | ｜ | ｜ | ｜ | ■ Linea Keihin-Tōhoku | Ōmiya-ku | Prefettura di Saitama |
| Linea principale Tōhoku | Ōmiya | 大宮 | 1.6 | 26.9 | 0.0 | ● | ● | ● | ● | ● | ■ Tōhoku Shinkansen ■ Jōetsu Shinkansen ■ Hokuriku Shinkansen ■ Akita Shinkansen ■ Yamagata Shinkansen ■ Linea principale Tōhoku ■ Linea Shōnan-Shinjuku ■ Linea Keihin-Tōhoku ■ Linea Saikyō ■ Linea Kawagoe ■ Narita Express ● Linea Tōbu Noda ● Linea Ina | Ōmiya-ku | Prefettura di Saitama |
| Linea Takasaki | Ōmiya | 大宮 | 1.6 | 26.9 | 0.0 | ● | ● | ● | ● | ● | ■ Tōhoku Shinkansen ■ Jōetsu Shinkansen ■ Hokuriku Shinkansen ■ Akita Shinkansen ■ Yamagata Shinkansen ■ Linea principale Tōhoku ■ Linea Shōnan-Shinjuku ■ Linea Keihin-Tōhoku ■ Linea Saikyō ■ Linea Kawagoe ■ Narita Express ● Linea Tōbu Noda ● Linea Ina | Ōmiya-ku | Prefettura di Saitama |
| Miyahara | 宮原 | 4.0 | 30.9 | 4.0 | ｜ | ｜ | ｜ | ● | ｜ | | Kita-ku | | Prefettura di Saitama |
| Ageo | 上尾 | 4.2 | 35.1 | 8.2 | ● | ▲ | ● | ● | ● | | Ageo | | Prefettura di Saitama |
| Kita-Ageo | 北上尾 | 1.7 | 36.8 | 9.9 | ｜ | ｜ | ｜ | ● | ｜ | | Ageo | | Prefettura di Saitama |
| Okegawa | 桶川 | 1.9 | 38.7 | 11.8 | ● | ▲ | ● | ● | ● | | Okegawa | | Prefettura di Saitama |
| Kitamoto | 北本 | 4.6 | 43.3 | 16.4 | ｜ | ｜ | ● | ● | ● | | Kitamoto | | Prefettura di Saitama |
| Kōnosu | 鴻巣 | 3.6 | 46.9 | 20.0 | ● | ● | ● | ● | ● | | Kōnosu | | Prefettura di Saitama |
| Kita-Kōnosu | 北鴻巣 | 4.3 | 51.2 | 24.3 | ｜ | ｜ | | ● | ｜ | | Kōnosu | | Prefettura di Saitama |
| Fukiage | 吹上 | 3.0 | 54.2 | 27.3 | ｜ | ｜ | | ● | ｜ | | Kōnosu | | Prefettura di Saitama |
| Gyōda | 行田 | 2.3 | 56.5 | 29.6 | ｜ | ｜ | | ● | ｜ | | Gyōda | | Prefettura di Saitama |
| Kumagaya | 熊谷 | 4.8 | 61.3 | 34.4 | ● | ● | | ● | ● | ■ Jōetsu Shinkansen ■ Nagano Shinkansen ■ Linea Takasaki ■ Linea principale Chichibu                                                              | Kumagaya | | Prefettura di Saitama |
| Terminal merci di Kumagaya                                                                                                 | 熊谷貨物ターミナル | 4.9 | 66.2 | 39.3 | ｜ | ｜ | | ｜ | ｜ | Linea merci Chichibu Mikajiri Line | Kumagaya | | Prefettura di Saitama |
| Kagohara | 籠原 | 1.7 | 67.9 | 41.0 | ● | ● | | ● | ● | | Kumagaya | | Prefettura di Saitama |
| Fukaya | 深谷 | 4.8 | 72.7 | 45.8 | ● | ● | | ● | ● | | Fukaya | | Prefettura di Saitama |
| Okabe | 岡部 | 4.3 | 77.0 | 50.1 | ● | ● | | ● | ● | | Fukaya | | Prefettura di Saitama |
| Honjō | 本庄 | 5.6 | 82.6 | 55.7 | ● | ● | | ● | ● | | Honjō | | Prefettura di Saitama |
| Jimbohara | 神保原 | 4.0 | 86.6 | 59.7 | ● | ● | | ● | ● | | Kamisato, | | Prefettura di Saitama |
| Shinmachi | 新町 | 4.5 | 91.1 | 64.2 | ● | ● | | ● | ● | | Takasaki | Prefettura di Gunma | |
| Kuragano | 倉賀野 | 6.1 | 97.2 | 70.3 | ● | ● | | ● | ● | ■ Linea Hachikō | Takasaki | Prefettura di Gunma | |
| Takasaki | 高崎 | 2.5 | 101.6 | 74.7 | ● | ● | | ● | ● | ■ Linea Hachikō ■ Linea Jōetsu ■ Linea Ryōmō ■ Linea Agatsuma ■ Linea principale Shin'etsu ■ Jōetsu Shinkansen ■ Nagano Shinkansen ■ Linea Jōshin | Takasaki | Prefettura di Gunma | |
| I treni continuano sulla Linea Jōetsu fino a Shin-Maebashi e tramite la Linea Ryōmō fino alla stazione di Maebashi         | | | | | | | | | | | | | |